# Знаменский Сюксюм
Знаменский Сюксюм — село в Базарносызганском районе Ульяновской области. Входит в состав Базарносызганского городского поселения.

## География
Населённый пункт расположен на реке Сюксюм в 13 километрах к северу от рабочего посёлка Базарный Сызган — административного центра района. Расстояние до Ульяновска — 118 километров.

### Часовой пояс
Знаменский Сюксюм, как и вся Ульяновская область, находится в часовой зоне МСК+1. Смещение применяемого времени относительно UTC составляет +4:00.

## История
Основано при строительстве Симбирско-Карсунской черты.
При создании Симбирского наместничества в 1780 году, «село Знаменское Сюксем тож, при тех же речках, пахотных салдат, помещиковых крестьян», вошло в состав Карсунского уезда. 
С 1796 по 1928 года сельцо Знаменский Сюксюм входило в состав Карсунского уезда Симбирской губернии.
До 2005 года село входило в состав ныне упразднённого Краснососенского сельсовета.

## Население
| 2010 |
| ---- |
| 8    |

В 1913 году в Знаменском Сюксюме насчитывалось 70 дворов, 525 жителей. Население села в 1996 году — 21 человек.

## Инфраструктура
В селе расположена всего одна улица: Солнечная.